# 伝承上におけるブリタニア王の一覧
伝承における古代ブリタニア王の一覧（でんしょうにおけるブリタニアおうのいちらん、List of legendary kings of Britain）では、中世に編纂された神話的な歴史書『ブリタニア列王伝』（Historia Regum Britanniae）を中心とする、ブリタニア王の一覧について記述する。

## 伝承

### 『ブリタニア列王伝』
古代ブリタニアの王名表について、最大の出典とされる『ブリタニア列王伝』は歴史家ジェフリー・オブ・モンマスによって1136年に執筆されたと考えられている。彼はギルダス、ネンニウス、ベーダ・ヴェネラビリスといった先行する歴史家達の古代史に関する記録や伝承、伝説を纏め上げる形で同著を編纂した。
『ブリタニア列王伝』はブリトン人（ローマ時代にラテン人と混血・同化した、南ブリタニアの先住民を指す。また広義には及びそれらを祖と主張する現代のウェールズ人、コーンウォール人、ブルターニュ人も含まれる）の王が記されているが、これらは史実というよりも神話上の伝説としての性格が強い（ブリテン島神話）。
ただし何の資料も参考にしていないという訳ではなく、先に述べたようにギルダスらの先行する歴史書が資料として用いられている。他に自身もウェールズ人であり、また聖職者という立場も記述に影響を与えている。部分的には彼の空想が用いられているという点で創作的でもあるが、それも基本的には前述の史実を記録した資料に基づいており、完全な創作ではない。従って彼の記録した歴代君主の少なくない数は実際に存在した歴史上の人物であるが、同時に史実とは異なる伝承が付け加えられている場合がある。どうあれ、当時のブリタニア島の住民が自身の歴史をどのように考えていたかを知る上で重要な資料といえる。『ブリタニア列王伝』は幾つかの写本があるが、その中には中世ウェールズ語で書かれた物も残っている。
ジェフリーの記述した『ブリタニア列王伝』はトロイアの貴族ブルトゥス（トロイのブルータス）が島に流れ着き、自身の名からその土地をブリテン島と名付ける場面から始まる。これは明らかにラテン人のローマ神話に登場するトロイア貴族アイネイアースとラテン王女ラウィニアの伝承と類似しており、起源論の分類としてはトロイア起源説に分類される。またトロイのブルータスはアイネイアースの子孫（系譜は諸説あり）であり、シルウィウスやロームルスとも血統上の繋がりを持つと記録されている。
更に遠い祖先はギリシャ・ローマ神話の神々ではなくノアとされており、キリスト教の信仰心に基づく普遍史観が影響を与えている。一時は古代の歴史家ベロッソスの記録に符合すると主張されていたが、これは近世時代の歴史家・神学者ヴィテルボのアンニウスによる偽書であった事が証明されている。近世に影響を与えた歴史家ジョン・ベール、ラファエル・ホリンシッドらは偽ベロッソスの記録の「ケルティカの王」という伝承を信用して、それらをブリタニアの列伝に加えた。文学者ジョン・ミルトンの詩作にも影響がみられるが、今日では史学上の根拠は殆ど失われている。

### 『偽ベロッソス書』
15世紀後半、カトリック教会の聖職者で古代史学者であったヴィテルボのアンニウスは、古代メソポタミアのカルデアで多くの記録を残した歴史家ベロッソスのノアについての史書を発見した。それに拠れば大洪水の後、ノアの子ヤペテの末裔が「ケルティカ」と呼ばれた土地に移住したとされ、1498年に『古代雑篇』（Antiquitatum）と題する書物として発表された。ケルティカを治めたヤペテの末裔達は、別の歴史家ラファエル・ホリンシッドによってブルトゥス王の登場に置かれる形で列記された。
- 初代王サモテス（Samothes）或いはディス・パテル（Dis Pater、ローマ神話の死神）：人類の祖たるノアの孫（ノアの息子ヤペテの子）
- 二代王マグヌス（Magus）：サモテスの子
- 三代王サロン（Saron）：マグヌスの子
- 四代王ドルイス（Druis）：サロンの子、ドルイドの祖
- 五代王バルドゥス（Bardus）：ドルイスの子、バードの祖
- 六代王アルビオン（Albion）：ネプトゥヌス（ローマ神話の水神）の子。巨人族として王位を奪うがユピテル（ローマ神話の主神）の子（ヘラクレス）に倒される。
- 七代王ブルータス：アイネイアースの末裔。破壊されたケルティカに流れ着き、自らの名を与えてブリタニアとする。

当初、このノア伝説とブリタニア神話の結びつきは広く支持され、ブリタニア神話の前編としてノアの孫サモテスとその一族の伝承を付け加えた。しかし後に『古代雑篇』に記録されたベロッソスの物とされていた史書が実はヴィテルボのアンニウスによって捏造された偽書である事が判明し、この史書は「偽ベロッソス」（Pseudo-Berossus）と蔑称されるようになった。
しかし直ちに偽書に描かれた七人の王については神話から取り除かれる動きにはならなかった。理由は七人の王の伝説がある程度は他の記録においても登場している事（六代王アルビオン、七代王ブルータス）、聖書の特に旧約聖書の部分に位置する伝承と結びついた王（初代王サモテス）が宗教的価値観と合致したからである。1548年の歴史家ジョン・ベールによる『Illustrium majoris Britanniae scriptorum』から、1611年の文学者アンソニー・ムンデイの『A briefe chronicle』に至るまで100年以上に亘り引用され続けてきた。だが17世紀頃には流石に信憑性の薄さが認識され、もはや古代史を研究する者の間でも用いられなくなった。ジョン・スピード、ウィリアム・キャムデン、ウォルター・ローリーらは早い段階で「偽ベロッソス」の記録を古代史研究から除外した事で知られている。

#### 偽ベロッソスの「七王伝説」

##### サモテス
中世時代初期におけるブリタニア史は「ノアの箱舟や大洪水の以前にはブリタニアに住民が全く居なかった」とする普遍史観に基いていた。例えば『ホリンシェッド年代記』は歴史家ポリドール・ヴァージルの言葉を引用している。そしてサモテスの伝説は偽ベロッソスだけでなく、ミルトンやジョージ・ウィリアム・レーモンらは洪水から数百年後に最初の王であるサモテス（Samothes）が現れたと主張している。レーモンは『ブリタニア古代史』でサモテスの登場は紀元前2068年であると記述し、またこうした言説を支持する人は「335年間にわたる治世が行われた」と意見を統一している ジョン・ベールは紀元前1736年にサモテスは倒れ、次の王に国の支配権が移動したと述べている。サモテスは最初にブリタニアへ自らの名を教えたとされており、従って最初の住民という事になっている。
この中で偽ベロッソスはサモテスとノアを関連付けようとした所に特徴がある。

##### マグヌス、サロン、ドルイス、バルバドゥス
偽ベロッソスによれば、後に続いた四人の王は全て何かの創設者や発見者であったといい、例えばドルイスはブリタニアにおける宗教体系であるドルイドの始祖で、バルバドゥスはそれに関連する詩人文化のバードを創始したという。マグヌスは魔法の源とされるマギの由来だとし、ベールは地名と結び付けようとした。またサロンはサロニテスと呼ばれる呪術を創始したという。

##### アルビオン
偽ベロッソスを除く殆どのブリテン神話に関する伝承はトロイのブルータス以前に巨人族の血を引く王であるアルビオンの伝説を記録している。ローマ神話の水神ネプトゥーヌス、ギリシア神話の水神ポセイドーンの子でギリシャ神話に登場する巨人アルビオンの伝説に由来する。アルビオンとトロイのブルートゥスが訪れるまでのサモテス朝の伝説を双方とも採用している書物では、サモテス朝のバルバドゥス王を打ち倒して王朝を滅ぼしたとされ、ギリシャ神話の英雄ヘラクレスに敗れ去ったという。
サモテス朝の伝説が付け加えられる以前、ジェフリーの書物で既にアルビオン王の巨人伝説がブリテン神話に取り入れられている。

##### ブルトゥス
トロイのブルータスもまた、前述の通りジェフリーの伝承で既に登場する。
トロイア人の貴族であり、古代ローマのアルバ王とも縁を持つブルートゥスはアルビオン後の島を「ブリタニア島」と名付けて支配したという。

#### 「ケルティカ」の王
偽ベロッソスが偽書を書いたルネサンス時代には既にケルト人の定義や範囲に関する議論があったが、偽ベロッソスはガリア地方のケルト文明圏とブリタニア古代文明を結び付けようと「ケルティカの王」なる記録を創作した。彼はサモテス朝がしばしば隣国の大陸にいるケルティカ人を支配したと主張した。いわばブリタニア・ガリア同祖説を偽書を用いて主張したのである。

| * サモテス - マグヌス - サッロニウス - ドゥルニウス - バルドゥス - ロンゴ - 小バルドゥス - ルクス - ケルティス - ヘラクレス - ケルティス - ガラテス - ハルボン - ルグドゥス | - ベルギウス - イアシウス - アロブロクス - ロムス - パリス - レマヌス - オルビウス - ガラテス2世 - ナンネス - レミス - フラクス - ピクス - ブルトゥス |

### 『Des grantz geanz』
『Des grantz geanz』はノルマンコンクエストによってブリテン島に新たに入植したノルマン人がブリテン神話のアルビオン伝説について書き残した歴史書である。アングロ・ノルマン語で記された同書は概ね今までの神話の流れに従いつつも、アルビオン伝説や何人かの王について細部が変更されている 同書は最初にブリテン島に住んだのはアルビナという名の古代ギリシャの貴族で、彼女が一団と共に島を占領したのが始まりだとしている。。アルビオンというブリタニアの古名は彼女の名を取って付けられ、アルビオン伝説は彼女の偉業が神話として伝わった結果であって巨人族ではないとされている。そして彼女の死後、トロイのブルータスの伝説へと繋がるとされている。
1155年に詩人ウァースが書き記した『ローマのブルトゥス』に『ダス・グランツ・ゲナンツ』が参考にしたと思われる女王アルビアの伝説が記録されている。

### 『スコタ』
『スコタ』は中世スコットランドで成立したスコット人の神話である。同じ島に住みながらもイングランド人やウェールズ人、コンウォール人、ブルターニュ人とは違い、古代においてローマ文明の支配を退け続け、ブリトン人ではなくピクト人を祖先と考える彼らは、自分達の起源を古代エジプトに求めた（エジプト起源論）。同書を代表とするスコット神話では、古代エジプトから逃れた2人の王女がスコットランド地方、及びゲール地方の由来になったと記されている。スコット人もまた他の島民と同じくトロイのブルートゥスやアルビオンを祖先とするジェフリーの伝説を対外路線の大義名分にするイングランド王へ対抗するため、スコットランド王が編纂させたと考えられている。ただし、ジェフリーらの伝説がそうであるように、全てが政治的・神話的創作という訳ではなく、史実や他の神話（アイルランド神話など）に基づいたエピソードが含まれている。
彼らはスコット神話はブリテン神話はもちろんのこと、アルビオン伝説より古いモーセの時代に起きたことであると主張した。

### 『モルガヌグのトライアド』
近代に入ってウェールズ出身の古代学者ヨロ・モルガヌグはウェールズ人、それも南ウェールズ人にとって独自の神話を作り上げようとした。彼は古代ウェールズの住民が残したとされる神話『ウェールズのトライアド』の失われた断片を古代史家ウィリアム・オーウェンの助けを得て出版したが、実際には殆どがモルガヌグ本人による偽書であった。今日では『モルガヌグのトライアド』と呼ばれる同著は他のブリテン島における神話の中で最も時系列上で早い時期に位置する神話となっており、「農の王（Hu Gadarn）」と呼ばれる王の存在が主張されている。
『モルガヌグのトライアド』によれば「紀元前1788年、現在コンスタンティノープルと呼ばれている土地から、その王はブリテン島にたどり着いた。その時、土地には未だ誰も住んではいなかった」と記されている。王はブリタニア島を住めるようにする為に土地を耕し、豊かな作物を実らせた事から「農の王」と呼ばれたという。それから「農の王」の末裔がその土地を治めたが、やがてノアの大洪水によって国は滅んで僅かに二人の人間のみが生き残ったと記録されている。ケルト研究家のエドワード・デイビスは『ケルトの起源』『古代ブリテン』などで『モルガヌグのトライアド』を自らの説で使用した。
| 「 | "古代のブリタニアはノアの大洪水で一度滅ぼされ、二人の人間のみが生き残ったという" | 」 |

またヘンリー・ホワースなど19世紀の神学者は廃れつつあったキリスト教の普遍史観を擁護する為、積極的に『モルガヌグのトライアド』を援用した。

## 王の一覧
此処では諸々の書物の中で最も古く、権威のある歴史家ジェフリー・オブ・モンマスの『ブリタニア列王伝』（1136年）を採用し、ブリタニア神話における王の一覧を記述する。王の称号はスコットランド人の王、イングランド人の王、ウェールズ人の王、コンウォール人の王に大別されている。
これらの王は神話上の者も居れば、史実でブリタニアを支配した王や貴族の名を用いているものもある。ただし史実の支配者を用いている場合でも、時系列に変更や修正が行われている場合がある。
| イングランド王                                | スコットランド王                           | ウェールズ王                               | コンウォール王                             | 同時代の人物                                                                             |
| --------------------------------------------- | ------------------------------------------ | ------------------------------------------ | ------------------------------------------ | ---------------------------------------------------------------------------------------- |
| ブルトゥス1世 (在位24年間)                    | ブルトゥス1世 (在位24年間)                 | ブルトゥス1世 (在位24年間)                 | コリネウス                                 | エリ (サムエルの父）、アエネーイス・シルウィウス (ラテン人の王、ブルトゥス1世の親族)     |
| ロクリヌス (在位10年間)                       | アルバナクトゥス                           | カムベル                                   | 女王グウェンドリン                         |                                                                                          |
| 女王グウェンドリン (在位15年間)               |                                            |                                            |                                            |                                                                                          |
| マッダン (在位40年間)                         | マッダン (在位40年間)                      | マッダン (在位40年間)                      | 女王グウェンドリン（隠居）                 | サムエル（ユダヤ教の士師）、ホメーロス（古代ギリシャの詩人）、アエネーイス・シルウィウス |
| メンプリキウス (在位20年間)                   | メンプリキウス (在位20年間)                | メンプリキウス (在位20年間)                | メンプリキウス (在位20年間)                | サウル (初代イスラエル王)、 エウリュステウス（ミュケーナイ、ティーリュンスの王）         |
| エブラウクス (在位40年間)                     | エブラウクス (在位40年間)                  | エブラウクス (在位40年間)                  | エブラウクス (在位40年間)                  | ダビデ (イスラエル王)                                                                    |
| 緑楯王ブルータス (在位12年間)                 |                                            |                                            |                                            |                                                                                          |
| レイル                                        | レイル                                     | レイル                                     | レイル                                     | ソロモン (イスラエル王)                                                                  |
| ルッドフッド・フディブラス (在位39年間)       | ルッドフッド・フディブラス (在位39年間)    | ルッドフッド・フディブラス (在位39年間)    | ルッドフッド・フディブラス (在位39年間)    | ハガイ/アモス/ヨエル/アザルヤ（ユダヤ教の預言者）                                        |
| ブラドッド (在位20年間)                       | ブラドッド (在位20年間)                    | ブラドッド (在位20年間)                    | ブラドッド (在位20年間)                    | エリヤ（ユダヤ教の預言者）                                                               |
| レイア (在位60年間)                           |                                            |                                            |                                            |                                                                                          |
| ブリテンのコーデリア (在位5年間)              |                                            |                                            |                                            |                                                                                          |
| マルガヌス1世 (北の王)とクネダギウス (南の王) |                                            |                                            |                                            |                                                                                          |
| クネダギウス (在位33年間)                     | クネダギウス (在位33年間)                  | クネダギウス (在位33年間)                  | クネダギウス (在位33年間)                  | イザヤ/ホセア、ロームルスとレムス (初代ローマ王)                                         |
| リウァロ                                      |                                            |                                            |                                            |                                                                                          |
| グルグスティウス                              |                                            |                                            |                                            |                                                                                          |
| シシリウス1世                                 |                                            |                                            |                                            |                                                                                          |
| イアゴー                                      |                                            |                                            |                                            |                                                                                          |
| キマルクス                                    |                                            |                                            |                                            |                                                                                          |
| ゴルボドゥゴ                                  |                                            |                                            |                                            |                                                                                          |
| フェレックスとポレックス1世                   |                                            |                                            |                                            |                                                                                          |
| ブリタニア内戦                                |                                            |                                            |                                            |                                                                                          |
| ピネル                                        | スタリウス                                 | ルダウクス                                 | Cloten                                     |                                                                                          |
| ピネル                                        | スタリウス                                 | ルダウクス                                 | ドゥンワロ・モルムティウス                 |                                                                                          |
| ドゥンワロ・モルムティウス (在位40年間)       |                                            |                                            |                                            |                                                                                          |
| ブレンニウス (北の王) とベリヌス (南の王)     | ブレンニウス (北の王) とベリヌス (南の王)  | ブレンニウス (北の王) とベリヌス (南の王)  | ブレンニウス (北の王) とベリヌス (南の王)  | アッリアの戦い                                                                           |
| ベリヌス                                      |                                            |                                            |                                            |                                                                                          |
| グルグウィント・バルブトルック                | グルグウィント・バルブトルック             | グルグウィント・バルブトルック             | グルグウィント・バルブトルック             | パルソローン（アイルランド神話の人物）                                                   |
| グウィテリヌス                                |                                            |                                            |                                            |                                                                                          |
| 女王マルキア (復位)                           |                                            |                                            |                                            |                                                                                          |
| シシリウス2世                                 |                                            |                                            |                                            |                                                                                          |
| キナリウス                                    |                                            |                                            |                                            |                                                                                          |
| ダニウス                                      |                                            |                                            |                                            |                                                                                          |
| モルウィドゥス                                |                                            |                                            |                                            |                                                                                          |
| ゴルボニアヌス                                |                                            |                                            |                                            |                                                                                          |
| アルトガロ                                    |                                            |                                            |                                            |                                                                                          |
| エリドゥルス (在位5年間)                      |                                            |                                            |                                            |                                                                                          |
| アルトガロ (復位)                             |                                            |                                            |                                            |                                                                                          |
| エリドゥルス (復位)                           |                                            |                                            |                                            |                                                                                          |
| ペレドゥルス (北の王) とインゲニウス (南の王) |                                            |                                            |                                            |                                                                                          |
| ペレドゥルス                                  |                                            |                                            |                                            |                                                                                          |
| エリドゥルス (復位)                           |                                            |                                            |                                            |                                                                                          |
| ゴルボニアヌスの子                            |                                            |                                            |                                            |                                                                                          |
| マルガヌス2世                                 |                                            |                                            |                                            |                                                                                          |
| エンニアウヌス                                |                                            |                                            |                                            |                                                                                          |
| イドウァリウス                                |                                            |                                            |                                            |                                                                                          |
| ルノ                                          |                                            |                                            |                                            |                                                                                          |
| ゲレンヌス                                    |                                            |                                            |                                            |                                                                                          |
| カテルス                                      |                                            |                                            |                                            |                                                                                          |
| ミリウス                                      |                                            |                                            |                                            |                                                                                          |
| ポレックス2世                                 |                                            |                                            |                                            |                                                                                          |
| ケリン                                        |                                            |                                            |                                            |                                                                                          |
| フルゲニウス                                  |                                            |                                            |                                            |                                                                                          |
| エダドゥス                                    |                                            |                                            |                                            |                                                                                          |
| アンドラギウス                                |                                            |                                            |                                            |                                                                                          |
| ウリアヌス                                    |                                            |                                            |                                            |                                                                                          |
| エリウド                                      |                                            |                                            |                                            |                                                                                          |
| クレダウクス                                  |                                            |                                            |                                            |                                                                                          |
| クロテヌス                                    |                                            |                                            |                                            |                                                                                          |
| グルギンティウス                              |                                            |                                            |                                            |                                                                                          |
| メリアヌス                                    |                                            |                                            |                                            |                                                                                          |
| ブレドゥド                                    |                                            |                                            |                                            |                                                                                          |
| カプ                                          |                                            |                                            |                                            |                                                                                          |
| オエヌス                                      |                                            |                                            |                                            |                                                                                          |
| シシリウス3世                                 |                                            |                                            |                                            |                                                                                          |
| ブレドガブレド                                |                                            |                                            |                                            |                                                                                          |
| アルトマイル                                  |                                            |                                            |                                            |                                                                                          |
| エルドル                                      |                                            |                                            |                                            |                                                                                          |
| レドン                                        |                                            |                                            |                                            |                                                                                          |
| レデキウス                                    |                                            |                                            |                                            |                                                                                          |
| サムイル・ペニッセル                          |                                            |                                            |                                            |                                                                                          |
| ピア・オブ・ブリトン                          |                                            |                                            |                                            |                                                                                          |
| カポイル                                      |                                            |                                            |                                            |                                                                                          |
| クリグウェイルス                              |                                            |                                            |                                            |                                                                                          |
| ヘリ                                          |                                            |                                            |                                            |                                                                                          |
| ヘリの子ルッド                                |                                            |                                            |                                            |                                                                                          |
| カッシベラウヌス                              | カッシベラウヌス                           | カッシベラウヌス                           | カッシベラウヌス                           | ユリウス・カエサル（共和政ローマの独裁官）、第一次ブリタニア遠征                         |
| テヌアンティウス                              |                                            |                                            |                                            |                                                                                          |
| キンベリヌス                                  | キンベリヌス                               | キンベリヌス                               | キンベリヌス                               | アウグストゥス（初代ローマ皇帝）、ナザレのイエス (ユダヤ教の司祭、キリスト教の救世主)    |
| グウィデルス                                  | グウィデルス                               | グウィデルス                               | グウィデルス                               | クラウディウス（ローマ皇帝）、第二次ブリタニア遠征                                       |
| アルウィラグス                                | アルウィラグス                             | アルウィラグス                             | アルウィラグス                             | ウェスパシアヌス、マルコ（福音記者）、パウロ（キリスト教の聖人）                         |
| ブリタニアのマリウス                          |                                            |                                            |                                            |                                                                                          |
| コイルス                                      |                                            |                                            |                                            |                                                                                          |
| ブリタニアのルキウス                          | ブリタニアのルキウス                       | ブリタニアのルキウス                       | ブリタニアのルキウス                       | エレウテルス (ローマ教皇)                                                                |
| セプティミウス・セウェルスのブリタニア遠征    | セプティミウス・セウェルスのブリタニア遠征 | セプティミウス・セウェルスのブリタニア遠征 | セプティミウス・セウェルスのブリタニア遠征 | セプティミウス・セウェルス (ローマ皇帝)                                                  |
| バッシアヌス (カラカラ)                       | バッシアヌス (カラカラ)                    | バッシアヌス (カラカラ)                    | バッシアヌス (カラカラ)                    | カラカラ (ローマ皇帝)                                                                    |
| カラウシウス                                  |                                            |                                            |                                            |                                                                                          |
| アッレクトゥス                                |                                            |                                            |                                            |                                                                                          |
| 執政官アスクレピオドトゥス                    |                                            |                                            |                                            |                                                                                          |
| 老王コオル                                    |                                            |                                            |                                            |                                                                                          |
| コンスタンティウス                            | コンスタンティウス                         | コンスタンティウス                         | コンスタンティウス                         | コンスタンティウス・クロルス (ローマ皇帝)                                                |
| 大帝コンスタンティヌス                        | 大帝コンスタンティヌス                     | 大帝コンスタンティヌス                     | 大帝コンスタンティヌス                     | コンスタンティヌス1世 (ローマ皇帝)                                                       |
| ブリトンのオクタウィウス                      |                                            |                                            |                                            |                                                                                          |
| トラヘルン                                    |                                            |                                            |                                            |                                                                                          |
| ブリトンのオクタウィウス                      |                                            |                                            |                                            |                                                                                          |
| マクシミアヌス                                | マクシミアヌス                             | マクシミアヌス                             | マクシミアヌス                             | マグヌス・マクシミアヌス (ローマの帝位請求者)                                            |
| ディオノトゥス                                |                                            |                                            |                                            |                                                                                          |
| コンスタンティヌス2世                         | コンスタンティヌス2世                      | コンスタンティヌス2世                      | コンスタンティヌス2世                      | コンスタンティヌス3世 (ローマの帝位請求者)                                               |
| コンスタンス2世                               | コンスタンス2世                            | コンスタンス2世                            | コンスタンス2世                            | コンスタンス2世(ローマの帝位請求者)                                                      |
| ヴォーティガン                                |                                            |                                            |                                            |                                                                                          |
| ウォルティメル                                | ウォルティメル                             | ウォルティメル                             | ウォルティメル                             | 司祭ゲルマヌス (キリスト教の司祭)、アイレスフォードの戦い                                |
| アウレリアヌス・アンブロシウス                |                                            |                                            |                                            |                                                                                          |
| ウーテル・ペンドラゴン                        |                                            |                                            |                                            |                                                                                          |
| アーサー・ペンドラゴン                        | アーサー・ペンドラゴン                     | アーサー・ペンドラゴン                     | アーサー・ペンドラゴン                     | ベイドン山の戦い                                                                         |
| コンスタンティヌス3世                         |                                            |                                            |                                            |                                                                                          |
| アウレリウス・コナヌス                        | アウレリウス・コナヌス                     | アウレリウス・コナヌス                     | アウレリウス・コナヌス                     | アウレリウス・カシウス（グウェント王国、ポーイス王国の王）                               |
| ウォルティポリウス                            | ウォルティポリウス                         | ウォルティポリウス                         | ウォルティポリウス                         | ウォルティポリウス（ダヴェッド王国の王）                                                 |
| マルゴー                                      | マルゴー                                   | マルゴー                                   | マルゴー                                   | メルグィン（グウィネズ王国の王）                                                         |
| カレティクス                                  |                                            |                                            |                                            |                                                                                          |
| サクソン軍の侵略                              | サクソン軍の侵略                           | サクソン軍の侵略                           | サクソン軍の侵略                           | カンタベリーのアウグスティヌス (キリスト教の司祭)                                        |
| カドヴァン・アプ・イアゴ                      | カドヴァン・アプ・イアゴ                   | カドヴァン・アプ・イアゴ                   | カドヴァン・アプ・イアゴ                   | カドヴァン・アプ・イアゴグウィネズ王国の王）                                             |
| カドウァロ                                    |                                            |                                            |                                            |                                                                                          |
| カドウァラドルス                              |                                            |                                            |                                            |                                                                                          |

カドウァラドルス王の死後、中世初期に這入りこんできた異邦人（アングロ人、サクソン人、ジュート人）の南ブリタニアの支配が決定的になった。対照的にローマ支配から南部ブリタニアで支配的な民族となっていたブリトン人は勢力を弱め、カドウァラドルの子孫も僻地に残るブリトン人領域を支配するに過ぎなくなっていた。またサクソン軍らに追われたブリトン人の一部は海を越えてブルターニュ半島に逃げ込み、ブルターニュ人として知られるブリトン人の支族勢力を形成したが、彼らも南ブリタニアを奪い返す事はできなかった。次第にアングロ人、サクソン人、ジュート人ら異民族は支配地のブリトン人と混血し、イングランド人としての新しい文化と帰属心を形成していった（イングランド王）。
ブリタニア南部でイングランド勢力が強まると益々ブリトン人は各地へと追いやられ、コンウォール地方（島南部の付け根部分）とウェールズ地方（南西部の山岳地帯）に支族勢力を形成した。この内、ウェールズ人はルウェリン・アプ・グリフィズの元に統一され、ウェールズ大公国を樹立してイングランド王に抵抗を続けた。彼らは名目上ではあるが、上記の伝承上における神話から古代までのブリタニア王位を引き継いでいるとも考えられていた。だがウェールズ大公家は長くは続かず、ダフィズ・アプ・グリフィズの代に滅ぼされてトロイのブルータスから続いたブリタニア王家の伝承は消滅した。
しかし後年にウェールズ系の貴族として力を付け、最終的にイングランドやスコットランドの王位を簒奪するチューダー朝はルウェリン・アプ・グリフィズの末裔を自称している。これを正当とした場合、チューダー朝はトロイのブルータスからの伝承を引き継いでいる事になる。

## 引用
1. ↑  These fragments are translated in Asher, R.E., National Myths in Renaissance France; Francus, Samothes and the Druids, Edinburgh University Press, Edinburgh, 1993, pp. 196-227.
2. ↑  Fake?: the art of deception, Mark Jones, British Museum, University of California Press, 1990, p. 64.
3. ↑  Charles Lethbridge Kingsford for example in his Chronicles of London (1905) disgarded most of Viterbo's list, but included Albion and Brutus as historically factual since they appeared in earlier sources such as Geoffrey of Monmouth (Tudor historical thought, F. J. Levy, Fred Jacob Levy, University of Toronto Press, 2004, p. 189).
4. ↑  British identities before nationalism: ethnicity and nationhood in the Atlantic world, 1600-1800, Colin Kidd, Cambridge University Press, 1999, p. 28.
5. ↑  Berosus and the Protestants: Reconstructing Protestant Myth, Glyn Parry Huntington Library Quarterly, Vol. 64, No. 1/2 (2001), pp. 1-21.
6. ↑  The Description of England: Classic Contemporary Account of Tudor Social Life, William Harrison, Dover Publications Inc.; New edition (1 Feb 1995), p. 163.
7. ↑  See T. D. Kendrick in his British Antiquity, pp.69-76 (1950) for a list of chroniclers who supported Viterbo's king list.
8. ↑  Parry, 2001, pp. 10-15.
9. 1 2  English etymology, George William Lemon, 1783, preface, p. xvii.
10. ↑  Harrison, 1994, p. 163.
11. ↑  The curse of Ham in the early modern era, David Mark Whitford, Ashgate Publishing, Ltd., 2009, p. 75.
12. ↑  Asher, R.E., National Myths in Renaissance France; Francus, Samothes and the Druids, Edinburgh University Press, Edinburgh, 1993
13. ↑  Introduction and notes to Milton's History of Britain, Constance Nicholas, University of Illinois Press, 1957, p. 20.
14. ↑  The comprehensive history of England, Charles MacFarlane, Thomas Thomson, 1876: "...founder of schools and colleges ; Druis, the originator of the order of Druids ; and Bardus, the father of the Bards".
15. ↑  The Highlands and Western Isles of Scotland, Vol. 3, John Macculloch, 1824, p. 250
16. ↑  Harrison, 1994, p. 205.
17. ↑  History of the Kings of Britain
18. ↑  Sebsteph.com
19. ↑  For a modern edition see Des Grantz Geanz: An Anglo-Norman Poem, edited by Georgine E. Brereton (Oxford, 1937), a translation can also be found in Myths and Legends of the British Isles, Richard Barber. Boydell, 1999, p. 3-8.
20. ↑  Arthurian Literature XIII, Volume 13, James P. Carley, Felicity Riddy, Boydell & Brewer Ltd, 1995, pp. 45-60.
21. ↑  Barber, 1999, p. 5.
22. ↑  Carley, 1995, pp. 50 ff.
23. ↑  Restoration Scotland, 1660-1690: royalist politics, religion and ideas, Clare Jackson, Boydell Press, 2003, pp.46-47.
24. ↑  W. Matthews, "The Egyptians in Scotland: the Political History of a Myth", Viator 1 (1970), pp.289-306.
25. ↑  Myth and Identity in Early Medieval Scotland, EJ Cowan, Scottish Historical Review lxiii, No. 176 (Oct. 1984) pp.111-35.
26. ↑  Maryjones.us
27. ↑  Maryjones.us
28. ↑  Iolo manuscripts, Iolo Morganwg, Owen Jones, Society for the Publication of Ancient Welsh Manuscripts, Abergavenny, W. Rees; Longman and co., London, 1848.
29. ↑  The traditionary annals of the Cymry, John Williams, R. Mason, 1867, p. 27.
30. ↑  The mammoth and the flood: an attempt to confront the theory of uniformity with the facts of recent geology, Sir Henry Hoyle Howorth, S. Low, Marston, Searle, & Rivington, 1887.
31. ↑  The flood of Noah is placed in the 3rd millenium BC, not the 2nd millenium BC by the Masoretic and Septuagint.
32. ↑  Geoffrey of Monmouth, The History of the Kings of Britain, Penguin Classics, "Time Chart", p. 286.

## 資料
- Geoffrey of Monmouth, Historia Regum Britanniae (1136) - online at Wikisource
- Pseudo-Berossus, The Travels of Noah into Europe - online at Annomundi.com
- Raphael Holinshed, Chronicles: "The History of England" Vol 1 - online at Project Gutenberg
- John Milton, "The History of Britain", Prose Works Vol 2 - online at The Online Library of Liberty